# Baiyin
För andra betydelser, se Baiyin (olika betydelser).
Baiyin är en stad på prefekturnivå i provinsen Gansu i nordvästra Kina. Den ligger omkring 100 kilometer nordost  om provinshuvudstaden Lanzhou.

## Administrativ indelning
Bayin består av två stadsdistrikt och tre härad:
| Karta | Nr                        | Namn   | Kinesiska     | Pinyin  | Befolkning (2010) | Yta (km²) | Befolknings- täthet (/km²) |
| ----- | ------------------------- | ------ | ------------- | ------- | ----------------- | --------- | -------------------------- |
|       |                           |        |               |         |                   |           |                            |
| 1     | Stadsdistriktet Baiyin    | 白银区 | Báiyín qū     | 294 400 | 1 372             | 215       |                            |
| 2     | Stadsdistriktet Pingchuan | 平川区 | Píngchuān qū  | 192 398 | 2 106             | 91        |                            |
| 3     | Jingyuan härad            | 靖远县 | Jìngyuǎn xiàn | 454 925 | 5 809             | 78        |                            |
| 4     | Huining härad             | 会宁县 | Huìníng xiàn  | 541 273 | 6 439             | 84        |                            |
| 5     | Jingtai härad             | 景泰县 | Jǐngtài Xiàn  | 225 755 | 5 483             | 41        |                            |

## Klimat
Genomsnittlig årsnederbörd är 451 millimeter. Den regnigaste månaden är juli, med i genomsnitt 100 mm nederbörd, och den torraste är december, med 2 mm nederbörd.